# La ninfa degli antipodi
La ninfa degli antipodi  (Million Dollar Mermaid) è un film del 1952 diretto da Mervyn LeRoy.
In maniera romanzata, ricostruisce - ripercorrendo i punti salienti della sua vita - la biografia di Annette Kellerman, famosa nuotatrice australiana dei primi anni del Novecento, diventata diva del vaudeville e attrice del cinema muto.
Le coreografie del film si devono a Busby Berkeley e a Audrene Brier.

## Il titolo originale
Il film è uno dei più famosi di Esther Williams. Il suo titolo originale, Million Dollar Mermaid; diventò il soprannome con cui venne chiamata da quel momento in avanti la Williams. L'attrice disse sempre che quello era il suo film preferito, tanto che intitolò con lo stesso nome la propria autobiografia scritta insieme a Digby Diehl. Fu l'ultimo film di successo per la Williams, che subito dopo si avviò verso il declino.

## Trama
Il film racconta la biografia dell'australiana Annette Kellerman, pioniera del nuoto sincronizzato e femminista.

## Produzione
Il film fu prodotto dalla Metro-Goldwyn-Mayer (MGM)

## Distribuzione
Distribuito dalla Metro-Goldwyn-Mayer (MGM), il film uscì nelle sale cinematografiche statunitensi il 4 dicembre 1952.